# پیام هاجر
پیام هاجر نشریه‌ای بود که به‌عنوان ارگان جامعه زنان انقلاب اسلامی زیر نظر دبیرکل جامعه یعنی اعظم طالقانی قرار داشت. اولین شمارهٔ این نشریه در آبان ۱۳۵۸ منتشر شد، اما در سال ۱۳۷۹ در ماجرای توقیف فله‌ای مطبوعات توقیف شد. پیام هاجر در دوران فعالیت خود یک بار دیگر هم به دلیل انتشار برخی از جلسات درس حسینعلی منتظری به دستور دادگاه ویژه روحانیت برای مدتی توقیف شده‌بود.

## خط مشی
رویکرد نشریه پیام هاجر رویه‌ای انتقادی دربارهٔ ساختار حاکم بر ایران بوده و بیشتر نگاه آن تفسیر عقاید طالقانی دربارهٔ جامعه و زنان بود. با توجه به عضویت اعظم طالقانی در شورای ملی-مذهبی، این نشریه به‌نوعی در زمره ارگان‌های این مجموعه قرار می‌گرفت. این نشریه یکی از نشریاتی بود که به مسئلهٔ قتل‌های زنجیره‌ای به‌صورت مفصل پرداخته بوده و برای اولین بار موضوع قتل حمید حاجی‌زاده و فرزندانش در قتل‌های زنجیره‌ای را بیان کرد.
در سال ۱۳۹۳ و پس از گذشت ۱۴ سال به جامعهٔ زنان انقلاب اسلامی اجازه داده‌شد که دوباره نشریات خود را منتشر کند. اینبار با توجه به نام هفته‌نامه پیام هاجر ارگان این مجموعه به نام پیام ابراهیم انتشار خود را از سر گرفت.